# NGC 7264
NGC 7264 ist eine Spiralgalaxie vom Hubble-Typ Sb im Sternbild Eidechse am Nordsternhimmel. Sie ist schätzungsweise 201 Millionen Lichtjahre von der Milchstraße entfernt.
Das Objekt wurde am 17. September 1863 von Albert Marth entdeckt.